# Таунсендовский разряд

Развитие лавины в разряде Таунсенда В разряде Таунсенда происходит процесс ионизации газа, при котором свободные электроны, ускоренные достаточно сильным электрическим полем, вызывают увеличение электрической проводимости газа из-за лавинного умножения при ионизации частиц газа ударной ионизацией.

Та́унсендовский разря́д — квазистационарный электрический разряд в газе. Характеризуется малым током разряда: от 10−18 до 10−5 А. Разряд может быть как несамостоятельным, так и самостоятельным. В последнем случае он носит название тёмного разряда.
Таунсендовский разряд назван по имени Джона Таунсенда, построившего его теорию в 1900 году.
Протекание разряда определяется тремя коэффициентами Таунсенда:
- {\displaystyle \alpha } — число ионизаций, создаваемых одним электроном на единице пути к аноду;
- {\displaystyle \beta } — число ионизаций, создаваемых ионом на единице пути к катоду;
- {\displaystyle \gamma } — среднее число электронов, выбиваемых одним ионом при ударе об катод.

Зная эти коэффициенты, можно вычислить ток, создаваемый разрядом. Если электроды представляют собой одинаковые плоские параллельные пластины, то ток таунсендовского разряда описывается формулой:
{\displaystyle I=I_{0}{\frac {(\alpha -\beta )\cdot \exp \left((\alpha -\beta )d\right)}{\alpha (1+\gamma )-(\beta +\alpha \gamma )\cdot \exp \left((\alpha -\beta )d\right)}},}
где {\displaystyle d} — расстояние между электродами;
{\displaystyle I_{0}} — первичный ток, создаваемый внешним ионизатором.